# Tupolev Tu-244
Dimensions
Le Tupolev Tu-244 est un projet d'avion de ligne supersonique abandonné. Il est basé sur le Tu-144 dont la conception remonte à 1967. Il met en œuvre des caractéristiques nouvelles telles le carburant cryogénique, qui équipe les fusées, pour permettre le franchissement d'une distance de plus de 10 000 km. Il pourrait transporter jusqu'à 300 passagers. Il aurait été le deuxième avion de ligne supersonique russe et le troisième dans le monde après le Tu-144 et le Concorde.

## Développement[1]
Les travaux ont débuté en 1979, un an après le retrait officiel du Tu-144, et le projet prit fin en 1993. D'importants progrès ont déjà été faits durant les essais. En particulier, la résistance de l'air autour de Mach 2 qui n'était que de 50 % supérieure à celle d'un avion de ligne conventionnel se déplaçant à Mach 0,9.
Le tronc presque circulaire (3,9 m de large et 4,1 m de haut) et le bloc de l'aile auraient dû être largement constitués de titane et de matériaux composites. Les moteurs auraient eu des performances plus élevées que les NK-321 à double flux utilisés sur le Tu-160. Les entrées d'air auraient  été réglables. La capacité de l'appareil était prévue pour 300 passagers.
Pour les atterrissages et les décollages, plutôt que d'utiliser un nez basculant, des caméras vidéo auraient dû fournir à l'équipage les informations nécessaires.